# Val di Noto

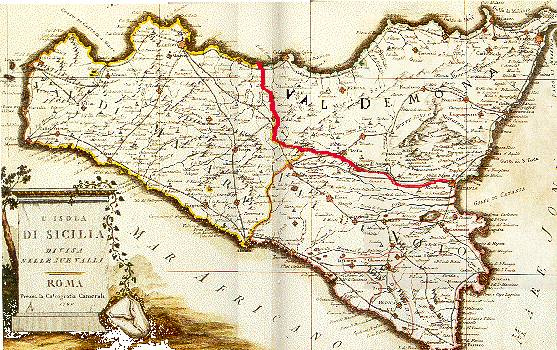
Val di Noto (rechtsonder) op een historische kaart van Sicilië

Val di Noto is een historische provincie in het zuidoosten van het Italiaanse eiland Sicilië. Het gebied was een van de drie historische valli van Sicilië, naast de Val Demone en de Val di Mazara. Het gebied van de Val di Noto komt ongeveer overeen met de huidige provincie Ragusa, de provincie Syracuse en het zuidelijke deel van de provincie Catania. Val Noto is gelegen in het gebergte Monti Iblei.
Doordat een aardbeving in 1693 het gebied grotendeels verwoestte, moesten de steden en dorpen opnieuw opgebouwd worden. Dit gebeurde in de Siciliaanse barokstijl, met als centrum de stad Noto. In 1812 werd de provincie afgeschaft; in 1817 kwamen er nieuwe provincies op Sicilië.
In juni 2002 werd Val di Noto door de UNESCO op de werelderfgoedlijst geplaatst. In de precieze omschrijving staan acht steden genoemd, namelijk Caltagirone, Catania, Militello in Val di Catania, Modica, Noto, Palazzolo Acreide, Ragusa en Scicli.

## Afbeeldingen

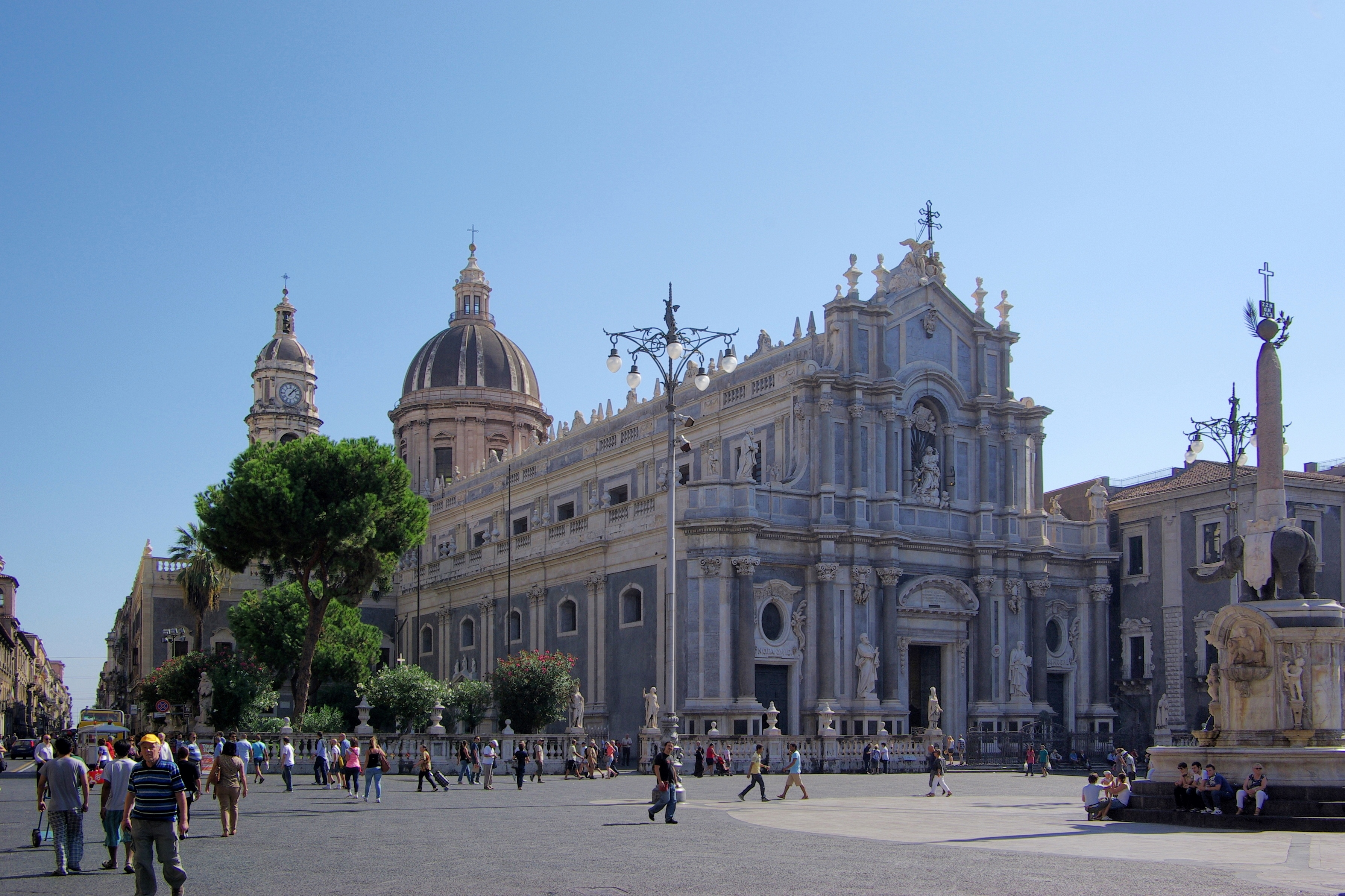
De kathedraal van de heilige Agatha in Catania
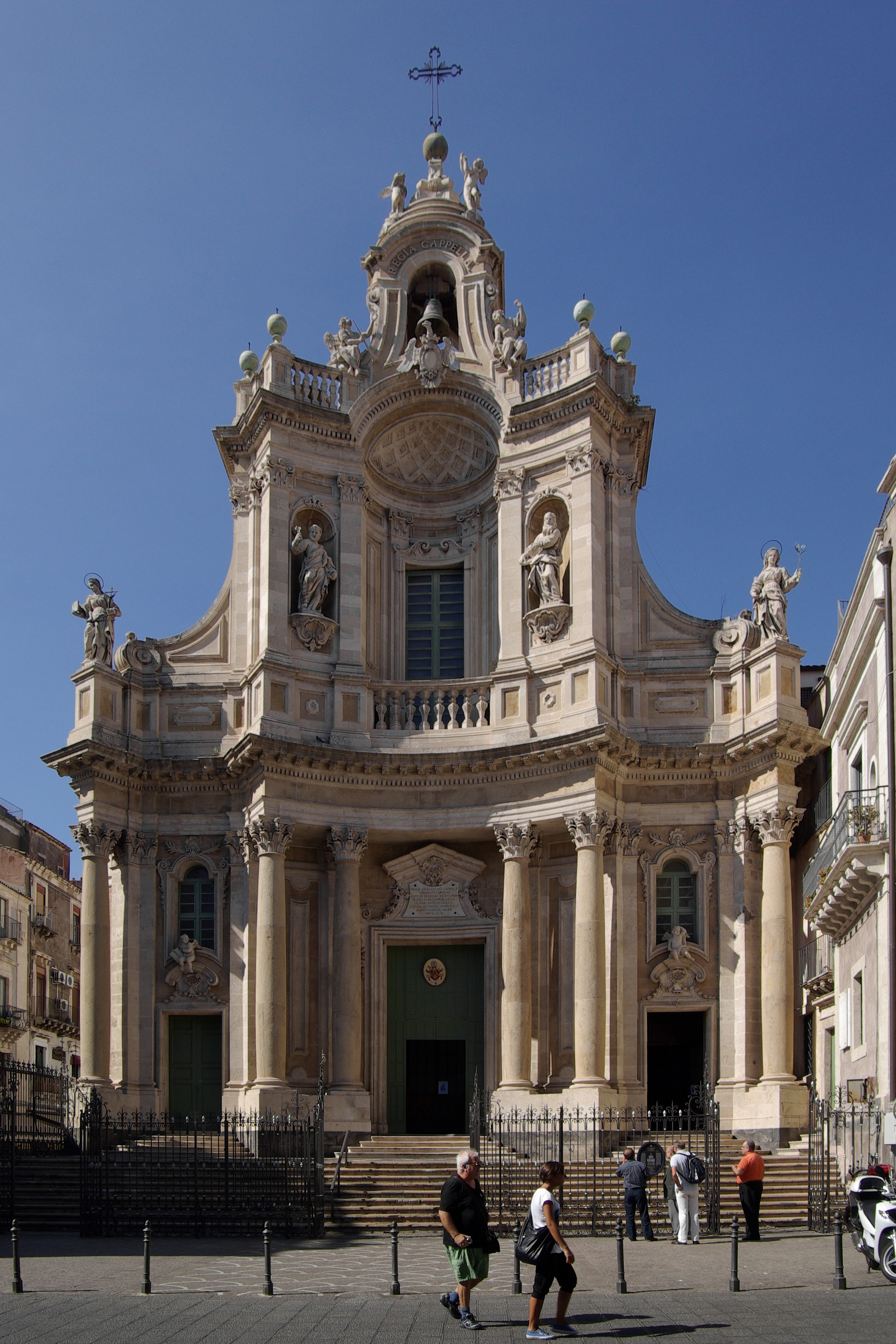
Basilica della Collegiata in Catania
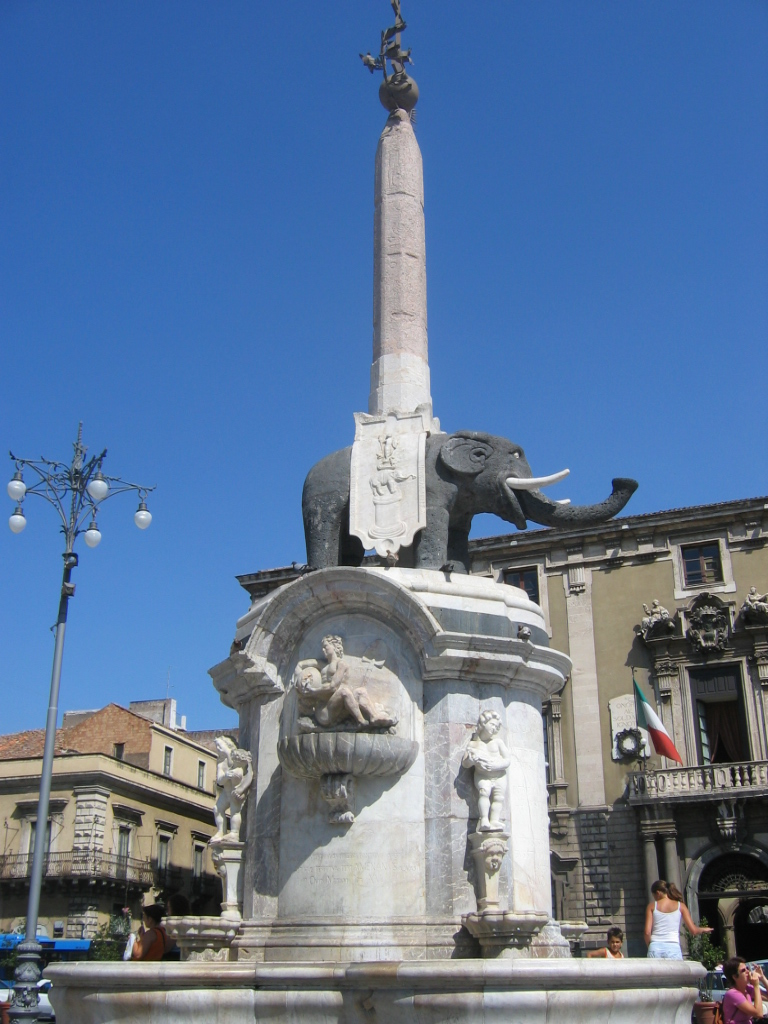
Fontana dell'Elefante in Catania
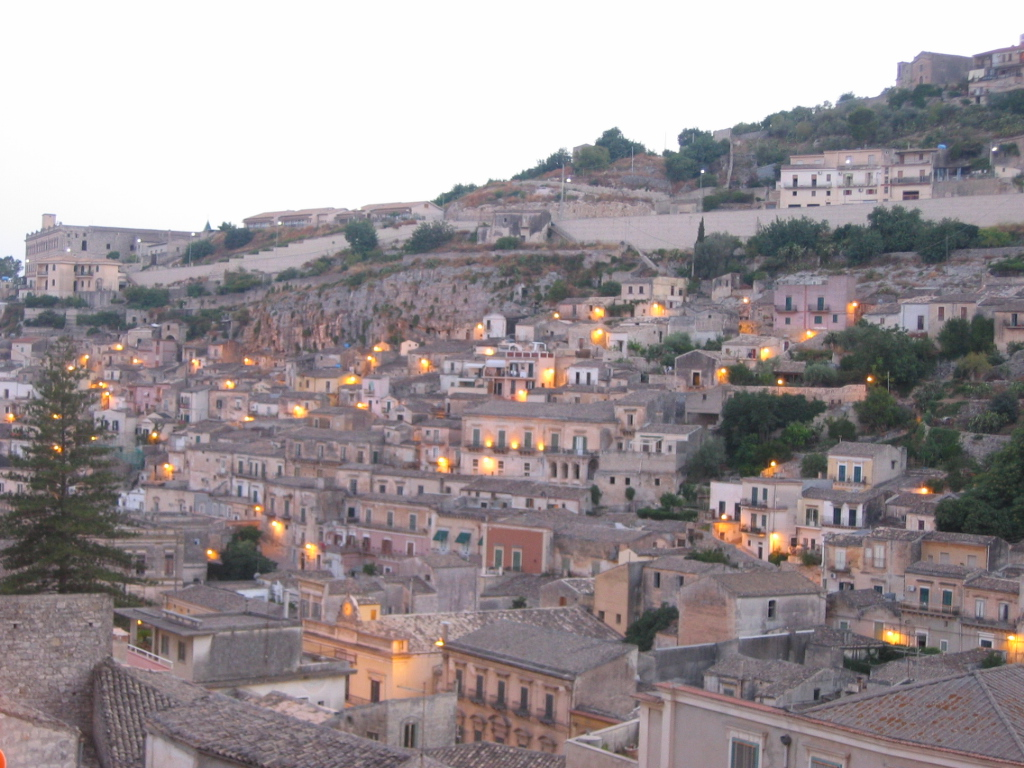
Zicht over Modica
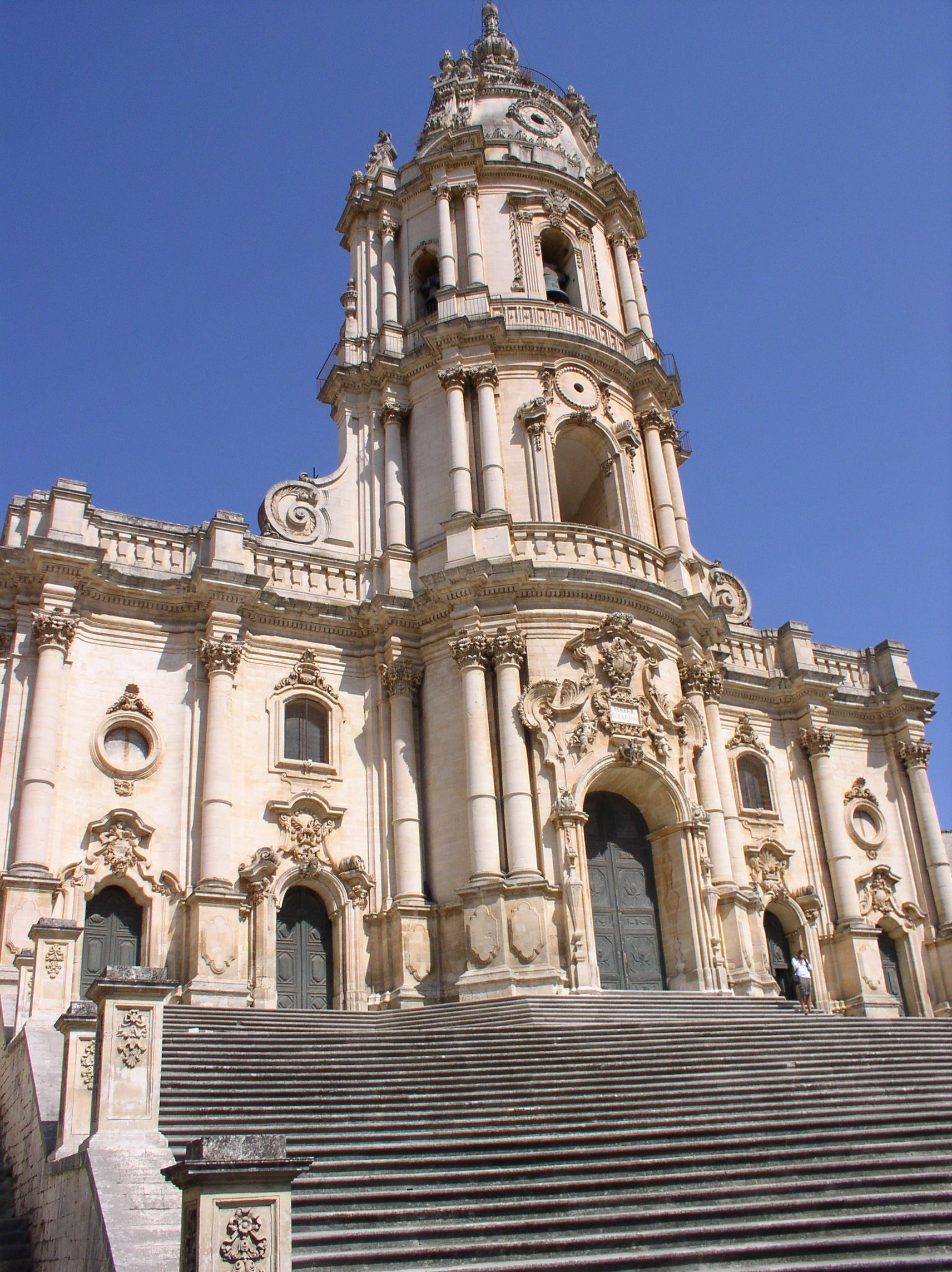
De Dom van San Giorgio in Modica
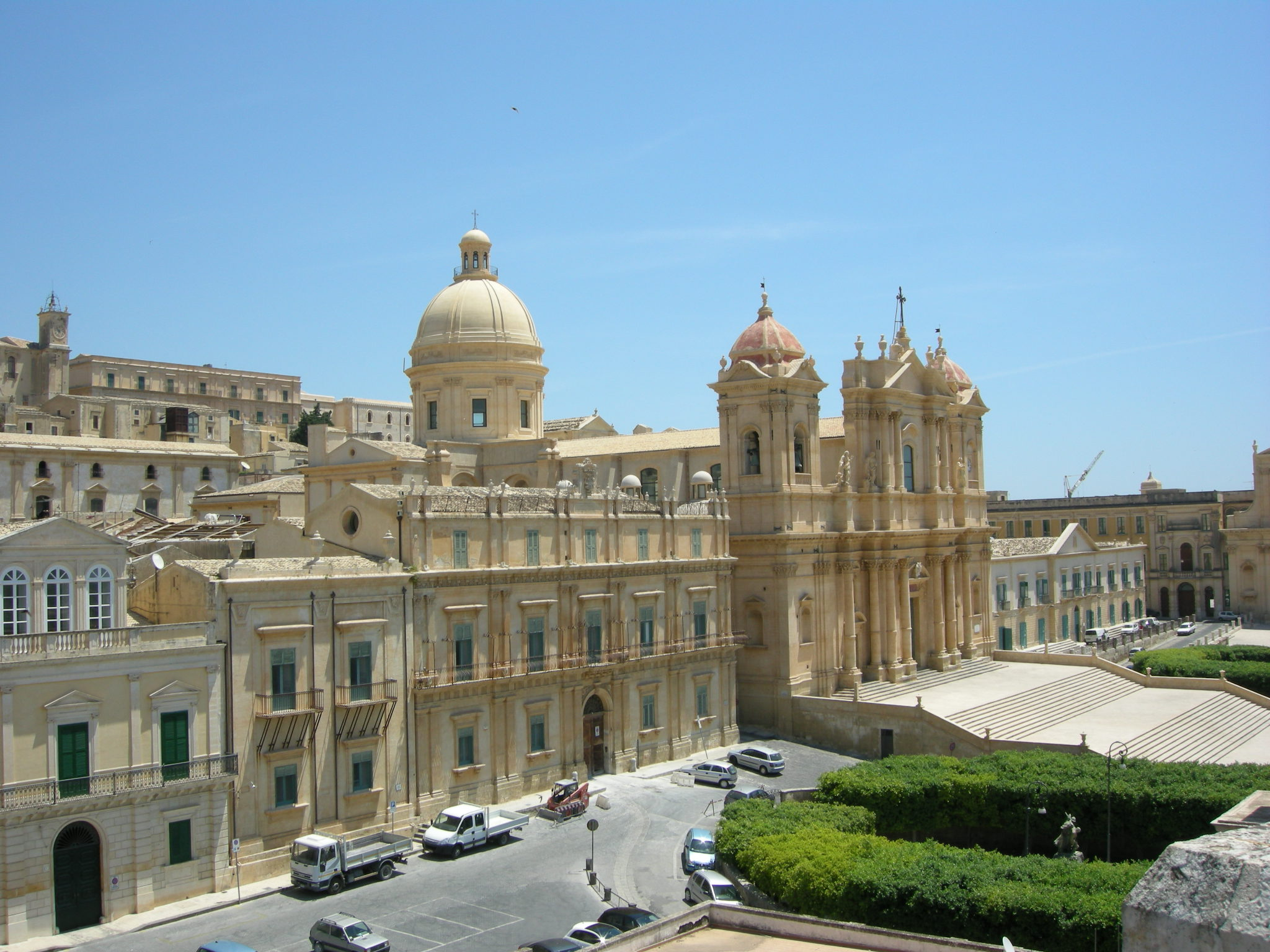
De kathedraal van Noto
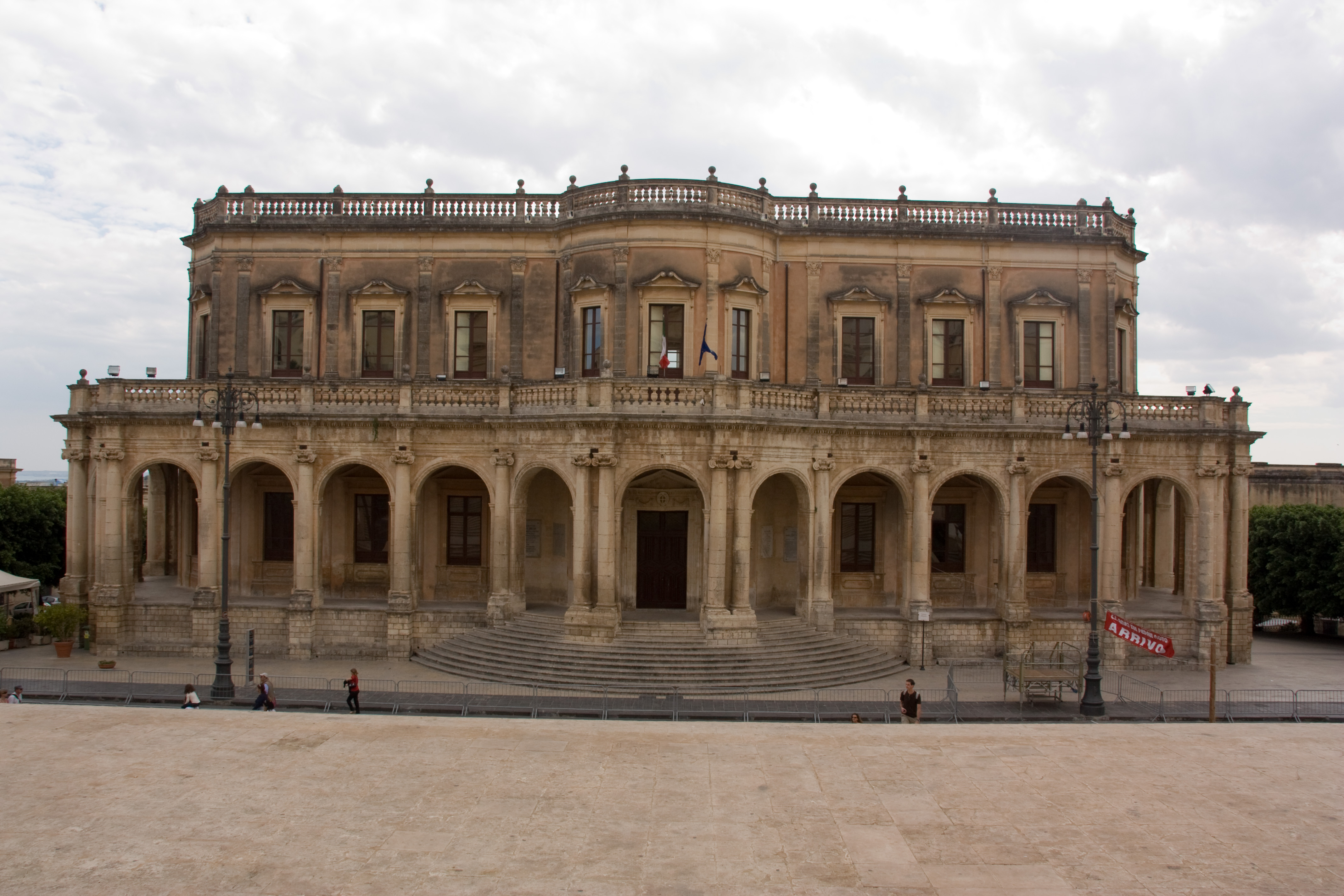
Palazzo Ducezio in Noto
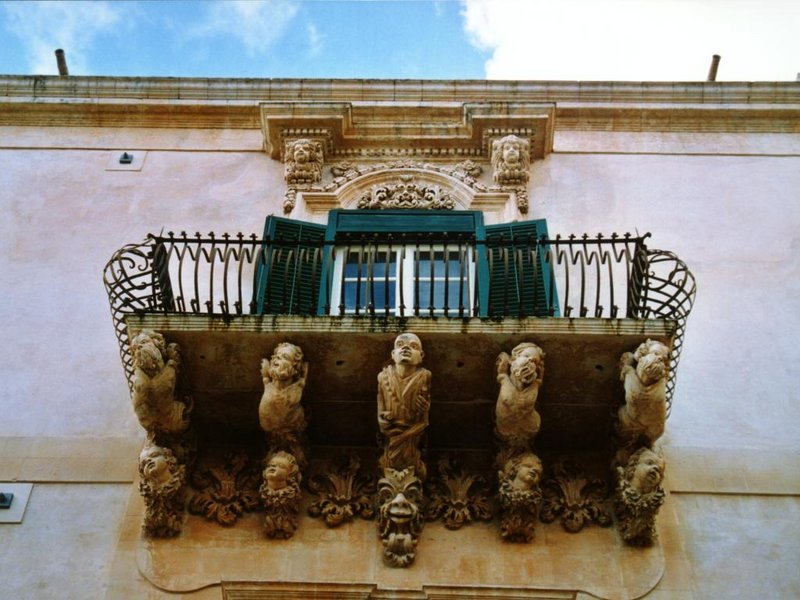
Palazzo Villadorada in Noto
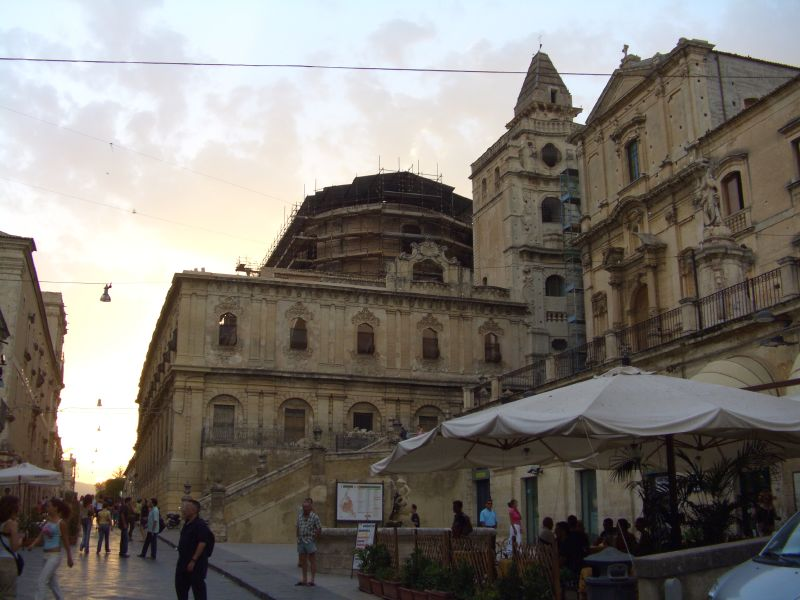
Piazza dell'Immacolata in Noto
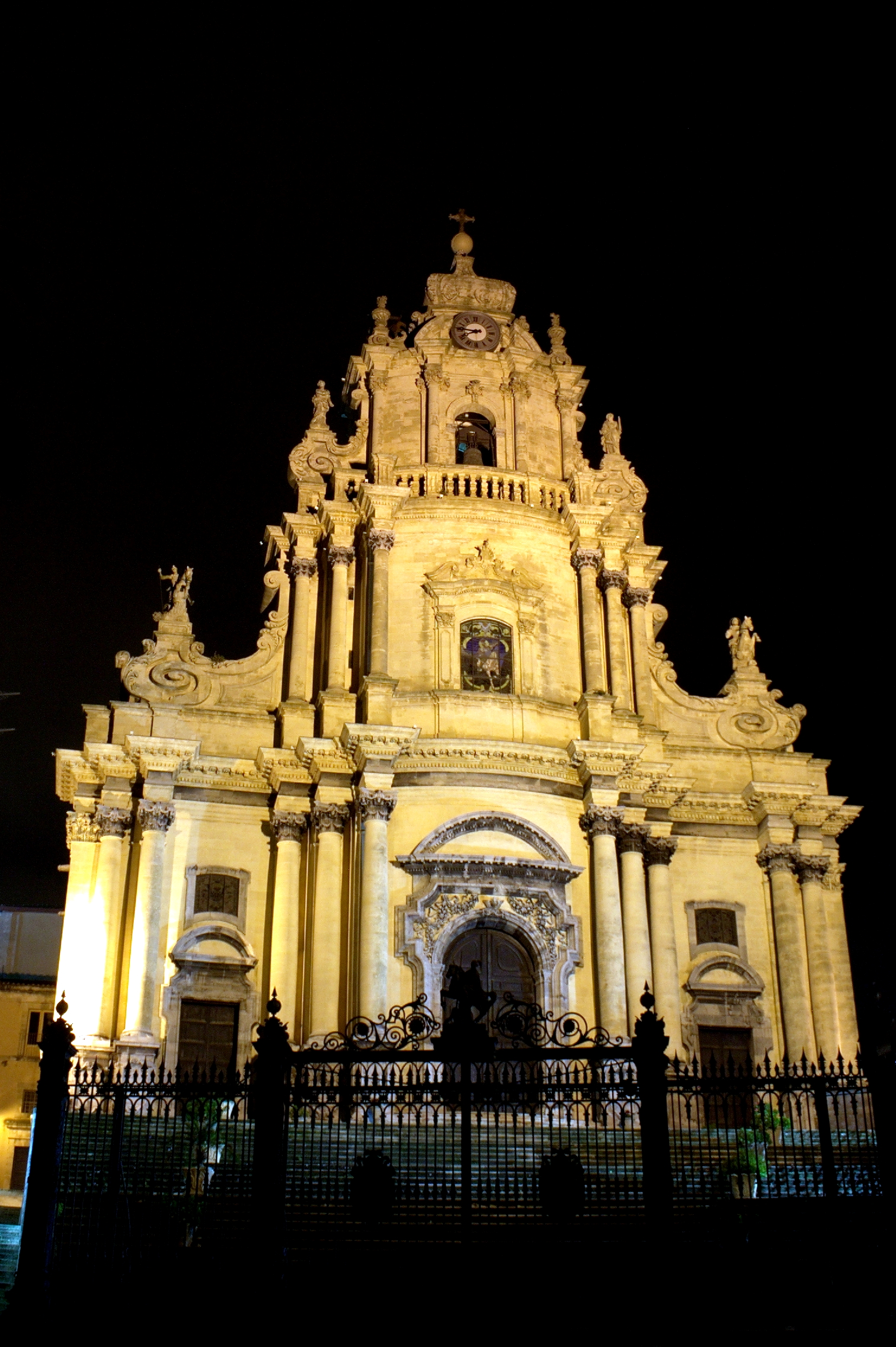
Dom van San Giorgio in Ragusa
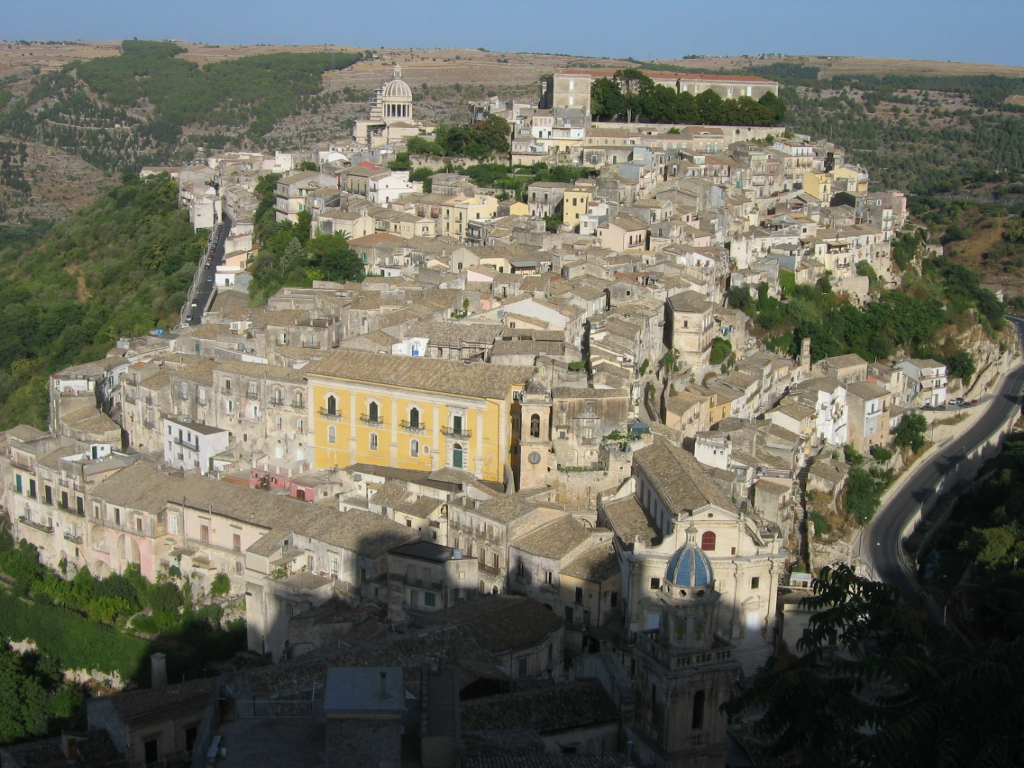
Zicht over Ragusa
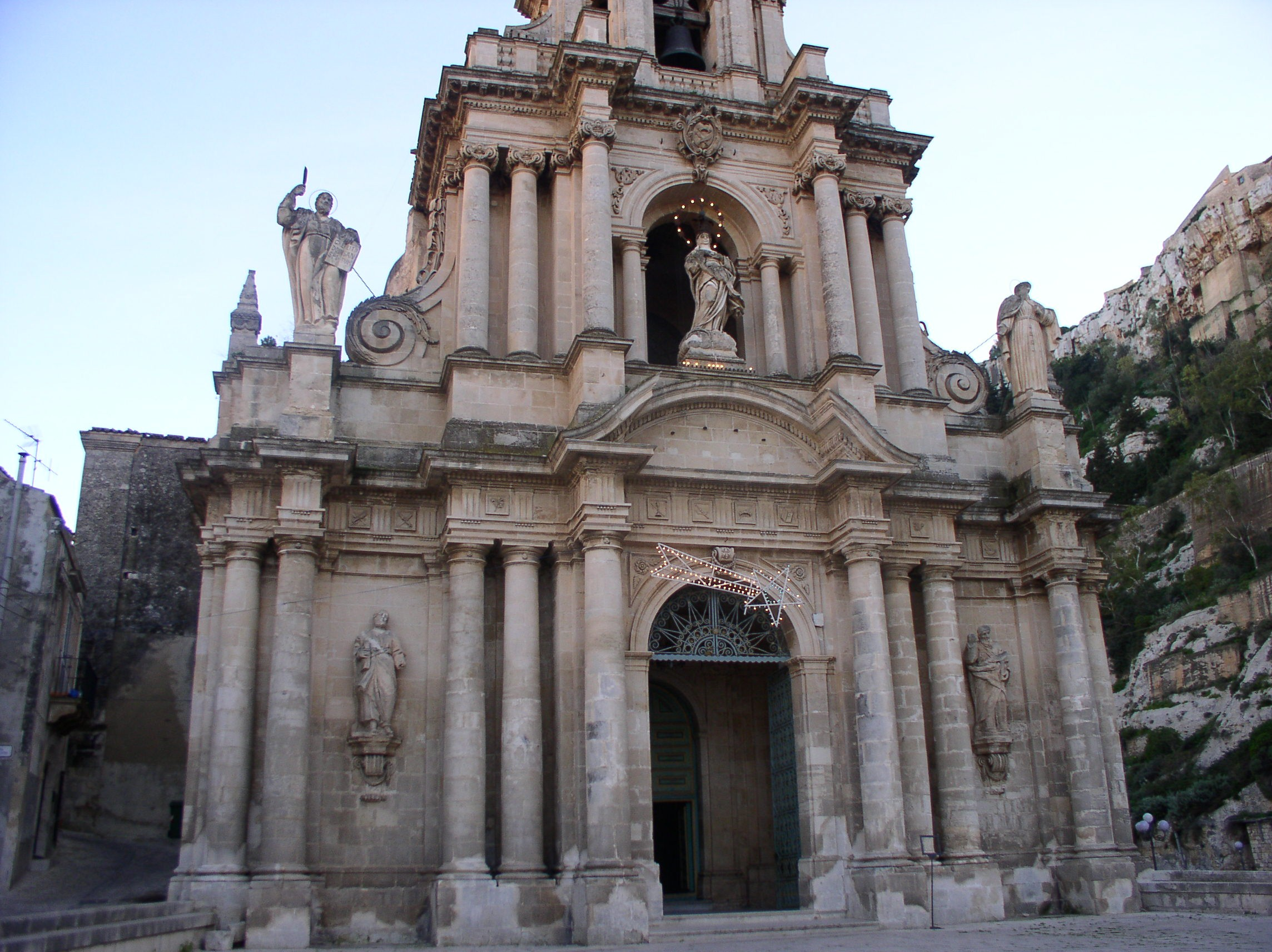
San Bartolomeo in Scicli

Rotstekeningen van Valcamonica · Kerk en dominicanenklooster van Santa Maria delle Grazie met "Het Laatste Avondmaal" van Leonardo da Vinci · Historisch centrum van Rome, de bezittingen van de Heilige Stoel in die stad met speciale territoriale rechten en Sint-Paulus buiten de Muren · Historisch centrum van Florence · Venetië met zijn lagune · Domplein van Pisa · Historisch centrum van San Gimignano · Sassi en het park met de rotskerken van Matera · Vicenza en de Palladiaanse villa's in Veneto · Historisch centrum van Siena · Historisch centrum van Napels · Crespi d'Adda · Ferrara, stad van de renaissance in de Po-delta · Castel del Monte · Trulli van Alberobello · Vroeg-christelijke monumenten van Ravenna · Historisch centrum van Pienza · 18e-eeuws Koninklijk Paleis van Caserta met park, aquaduct van Vanvitelli en San Leuciocomplex · Residenties van het Koninklijk Huis van Savoye · Botanische tuin in Padua · Porto Venere, Cinque Terre en de eilanden Palmaria, Tino en Tinetto ·  Kathedraal, Torre Civica en Piazza Grande, Modena · Archeologisch Pompeï, Herculaneum en Torre Annunziata · Amalfitaanse kust · Archeologisch Agrigento · Villa Romana del Casale · Nuraghe Su Nuraxi bij Barumini · Nationaal park Cilento, Vallo di Diano e Alburni met archeologisch Paestum en Velia en Kartuizerklooster San Lorenzo · Historisch centrum van Urbino · Archeologische opgravingen en Patriarchale Basiliek van Aquileia · Villa Adriana, Tivoli · Eolische Eilanden · Assisi, Sint-Franciscusbasiliek en andere franciscaanse locaties · Verona · Villa d'Este, Tivoli · Laatbarokke steden in het Val di Noto (Zuidoost-Sicilië) · Heilige bergen · Monte San Giorgio · Etruskische begraafplaatsen van Cerveteri en Tarquinia · Val d'Orcia · Syracuse en de rotsnecropolis van Pantalica · Genua: Le Strade Nuove en het systeem van de Palazzi dei Rolli · Oude en voorhistorische beukenbossen van de Karpaten en andere regio's van Europa · Mantua en Sabbioneta · Rhätische Bahn in het Albula/Bernina-landschap · Dolomieten · Longobarden in Italië. Plaatsen van macht (568-774 na Christus) · Prehistorische paalwoningen in de Alpen · Etna · Villa's en tuinen van de Medici in Toscane · Wijngaardlandschap van Piëmont: Langhe-Roero en Monferrato · Arabisch-Normandisch Palermo en de kathedralen van Cefalù en Monreale · Venetiaanse verdedigingswerken van de 15e tot 17e eeuw: Stato da Terra - westelijke Stato da Mar · Ivrea, industriestad van de 20e eeuw · De prosecco-heuvels van Conegliano en Valdobbiadene · Historische kuuroorden van Europa (Montecatini Terme) · Padua's 14e-eeuwse frescocycli · De portieken van Bologna · Via Appia. Regina viarum
- Bibliothèque nationale de France: cb122723921 (data)
- Gemeinsame Normdatei: 4321104-5
- Système universitaire de documentation: 03152592X
- Virtual International Authority File: 237403506